# ماخیل هندریکوس لاده

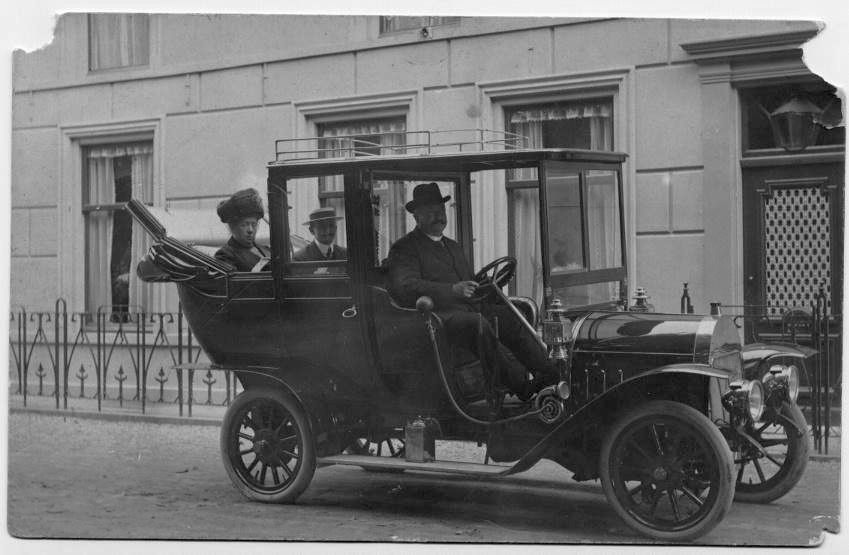
ماخیل در پشت فرمان خودرو ویلیس-شوالیه‌اش مقابل خانه‌اش در نیخته‌فخت

مایکل هندریخ (هلندی: M.H. (Machiel Hendricus) Laddé) (۵ نوامبر ۱۸۶۶–۱۸ فوریه ۱۹۳۲) عکاس و کارگردان اهل هلند بود.

## آثار
- کودکان بازی می‌کنند - ۱۸۹۶
- ماهی‌گیر آشفته - ۱۸۹۶
- جایی برای شنای جوانان در آمستردام - ۱۸۹۶
- سولزر و هس - ۱۹۰۰